# Вендіш-Ріц
Вендіш-Ріц (нім. Wendisch Rietz) — громада в Німеччині, розташована в землі Бранденбург. Входить до складу району Одер-Шпре. Складова частина об'єднання громад Шармютцельзе.
Площа — 25,07 км2. Населення становить 1620 ос. (станом на 31 грудня 2020).

## Галерея

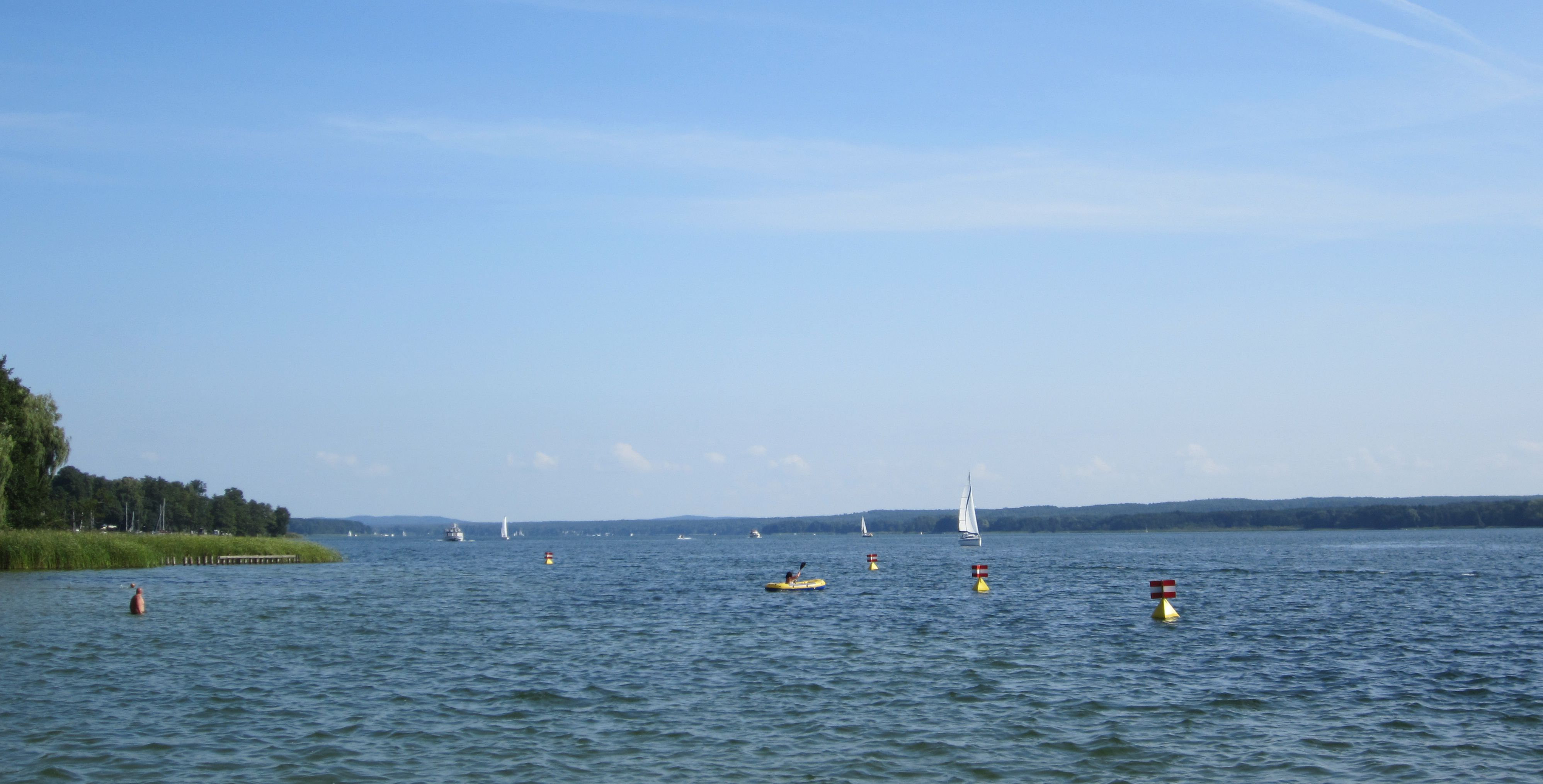
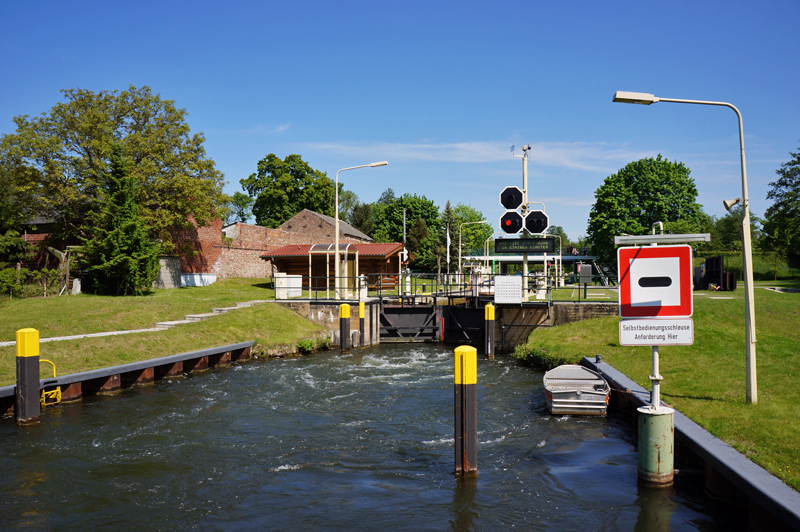